# Liste des sites Natura 2000 du Pas-de-Calais
Cet article recense les sites Natura 2000 du Pas-de-Calais, en France.

## Statistiques
Le Pas-de-Calais compte 31 sites classés Natura 2000. 24 bénéficient d'un classement comme site d'importance communautaire (SIC), 7 comme zone de protection spéciale (ZPS). Sur les 890 communes du département du Pas-de-Calais, 121, soit 14 %, sont concernées par ces 31 sites classés Natura 2000.

## Liste
| Site | Type | Superficie (ha) | Fiche     | Coordonnées                      | Photo |
| --- | ---- | --------------- | --------- | -------------------------------- | ----- |
| Baie de Canche et couloir des Trois Estuaires                                                                                           | SIC  | +033 306,       | FR3102005 | 50° 20′ 46″ nord, 1° 29′ 18″ est |       |
| Bancs des Flandres | SIC  | +112 919,       | FR3102002 | 51° 10′ 34″ nord, 2° 09′ 32″ est |       |
| Coteau de Dannes et de Camiers | SIC  | +0 00096,       | FR3100483 | 50° 34′ 40″ nord, 1° 38′ 00″ est |       |
| Coteau de la Montagne d'Acquin et pelouses du Val de Lumbres                                                                            | SIC  | +0 00063,       | FR3100488 | 50° 43′ 48″ nord, 2° 05′ 37″ est |       |
| Dunes de l'Authie et mollières de Berck                                                                                                 | SIC  | +000186,        | FR3100482 | 50° 23′ 18″ nord, 1° 34′ 36″ est |       |
| Dunes et marais arrière-littoraux de la plaine maritime picarde                                                                         | SIC  | +001 016,       | FR3100481 | 50° 26′ 56″ nord, 1° 35′ 29″ est |       |
| Estuaire de la Canche, dunes picardes plaquées sur l'ancienne falaise, forêt d'Hardelot et falaise d'Equihen                            | SIC  | +001 658,       | FR3100480 | 50° 36′ 17″ nord, 1° 35′ 39″ est |       |
| Falaises du Cran-aux-Œufs et du cap Gris-Nez, dunes du Chatelet, marais de Tardinghen et dunes de Wissant                               | SIC  | +001 023,       | FR3100478 | 50° 52′ 38″ nord, 1° 37′ 39″ est |       |
| Falaises et dunes de Wimereux, estuaire de la Slack, garennes et communaux d'Ambleteuse-Audresselles                                    | SIC  | +000410,        | FR3100479 | 50° 47′ 45″ nord, 1° 36′ 29″ est |       |
| Falaises et pelouses du cap Blanc-Nez, du mont d'Hubert, des Noires Mottes, du fond de la Forge et du mont de Couple                    | SIC  | +000733,        | FR3100477 | 50° 55′ 39″ nord, 1° 43′ 09″ est |       |
| Forêt de Tournehem et pelouses de la Cuesta du pays de Licques                                                                          | SIC  | +000451,        | FR3100498 | 50° 46′ 00″ nord, 2° 01′ 25″ est |       |
| Forêts de Desvres et de Boulogne et bocage prairial humide du Bas-Boulonnais                                                            | SIC  | +000552,        | FR3100499 | 50° 41′ 10″ nord, 1° 49′ 44″ est |       |
| Landes, mares et bois acides du plateau de Sorrus-Saint-Josse, prairies alluviales et bois tourbeux en aval de Montreuil                | SIC  | +0 00057,       | FR3100491 | 50° 27′ 47″ nord, 1° 42′ 40″ est |       |
| Marais de la Grenouillère | SIC  | +0 00017,       | FR3102001 | 50° 24′ 03″ nord, 2° 06′ 50″ est |       |
| Pelouses et bois neutrocalcicoles de la Cuesta Sud du Boulonnais                                                                        | SIC  | +000420,        | FR3100484 | 50° 38′ 36″ nord, 1° 48′ 25″ est |       |
| Pelouses et bois neutrocalcicoles des Cuestas du Boulonnais et du pays de Licques et forêt de Guines                                    | SIC  | +000660,        | FR3100485 | 50° 44′ 15″ nord, 1° 53′ 00″ est |       |
| Pelouses, bois acides à neutrocalcicoles, landes nord-atlantiques du plateau d'Helfaut et système alluvial de la moyenne vallée de l'Aa | SIC  | +000383,        | FR3100487 | 50° 42′ 13″ nord, 2° 14′ 17″ est |       |
| Pelouses, bois, forêts neutrocalcicoles et système alluvial de la moyenne vallée de l'Authie                                            | SIC  | +0 00086,       | FR3100489 | 50° 15′ 21″ nord, 2° 03′ 33″ est |       |
| Prairies et marais tourbeux de la basse vallée de l'Authie                                                                              | SIC  | +000274,        | FR3100492 | 50° 21′ 50″ nord, 1° 47′ 36″ est |       |
| Prairies et marais tourbeux de Guines                                                                                                   | SIC  | +000137,        | FR3100494 | 50° 52′ 48″ nord, 1° 54′ 46″ est |       |
| Prairies, marais tourbeux, forêts et bois de la cuvette audomaroise et de ses versants                                                  | SIC  | +000563,        | FR3100495 | 50° 47′ 03″ nord, 2° 13′ 57″ est |       |
| Récifs Gris-Nez et Blanc-Nez | SIC  | +029 156,       | FR3102003 | 50° 53′ 30″ nord, 1° 33′ 45″ est |       |
| Ridens et dunes hydrauliques du détroit du pas de Calais                                                                                | SIC  | +068 245,       | FR3102004 | 50° 40′ 06″ nord, 1° 14′ 55″ est |       |
| Bancs des Flandres | ZPS  | +117 167,       | FR3112006 | 51° 10′ 20″ nord, 2° 09′ 47″ est |       |
| Cap Gris-Nez | ZPS  | +056 224,       | FR3110085 | 50° 54′ 29″ nord, 1° 28′ 48″ est |       |
| Dunes de Merlimont | ZPS  | +001 033,       | FR3112004 | 50° 26′ 40″ nord, 1° 35′ 30″ est |       |
| Estuaire de la Canche | ZPS  | +005 032,       | FR3110038 | 50° 32′ 00″ nord, 1° 33′ 00″ est |       |
| Marais audomarois | ZPS  | +000178,        | FR3112003 | 50° 46′ 50″ nord, 2° 17′ 22″ est |       |
| Marais de Balançon | ZPS  | +001 007,       | FR3110083 | 50° 27′ 00″ nord, 1° 38′ 15″ est |       |
| Marais de Villiers | SIC  | +0 00020,       | FR3102007 | 50° 28′ 48″ nord, 1° 38′ 37″ est |       |
| Réserve naturelle nationale du Platier d'Oye                                                                                            | ZPS  | +000353,        | FR3110039 | 51° 00′ nord, 2° 03′ est         |       |